# María Pía Timón
María Pía Timón Tiemblo (Madrigal de la Vera, 1954) es una etnóloga española, Premio Nacional de Restauración y Conservación de Bienes Culturales 2021.

## Trayectoria
Comenzó su trayectoria profesional en el Museo de Artes y Tradiciones Populares de la Universidad Autónoma de Madrid. En 1986 pasó a formar parte del Instituto del Patrimonio Cultural de España (IPCE) del Ministerio de Cultura y Deporte donde coordinó el Plan Nacional de Salvaguardia del Patrimonio Cultural Inmaterial y el Plan Nacional de Arquitectura Tradicional. A lo largo de su trayectoria, Timón además de impulsar el desarrollo y protección del patrimonio cultural inmaterial, ha trabajado por el reconocimiento del papel de las mujeres en su gestión.
Ha publicado alrededor de una decena de libros y un centenar de artículos sobre patrimonio cultural inmaterial. Ha impartido clases sobre patrimonio cultural inmaterial en diferentes universidades españolas, además de dirigir decenas de cursos monográficos. En la JPI-Cultural Heritage del Consejo de Europa fue la representante española del patrimonio cultural inmaterial. También fue comisaria de la exposición fotográfica itinerante "Inmaterial: Patrimonio y Memoria Colectiva".

## Reconocimientos
A lo largo de su trayectoria, Timón ha obtenido diversos premios por sus trabajos de investigación en torno al patrimonio inmaterial, como el Premio Nacional de Investigación Marqués de Lozoya en Artes y Tradiciones Populares, el Premio Juan de Goyeneche, de la Asamblea de Madrid y el Premio Matías Ramón Martínez, promovido por la Asamblea de Extremadura y otorgado por el Consejo de Antropología Cultural, Folclore y Patrimonio Etnográfico.
En 2021 fue reconocida con el Premio Nacional de Restauración y Conservación de Bienes Culturales, que concede el Ministerio de Cultura de España, por su trayectoria pionera en favor del Patrimonio Cultural Inmaterial. En 2022, junto a Mónica Carabias, Andrés Carretero Pérez o Pilar Ortiz entre otros, formó parte del jurado que reconoció a como Premio Nacional de Restauración y Conservación de Bienes Culturales de esa edición a María Ángeles Querol. Ese mismo año, fue jurado de los Premios Richard H. Driehaus de las Artes de la Construcción  de las Artes de la Construcción.